# Großer Preis von Kanada 1971
Der Große Preis von Kanada 1971 (offiziell XI Player's Grand Prix Canada) fand am 19. September auf dem Mosport Park in Ontario statt und war das zehnte Rennen der Automobil-Weltmeisterschaft 1971.

## Berichte

### Hintergrund
B.R.M. meldete erstmals in dieser Saison fünf Werkswagen. Neben den vier Fahrzeugen, die bereits zwei Wochen zuvor den Großen Preis von Italien bestritten hatten, wurde ein fünfter Wagen für George Eaton bereitgestellt. Das Ferrari-Werksteam wurde mit Mario Andretti, wie bereits mehrfach in der Saison, auf drei Fahrzeuge aufgestockt.
McLaren meldete nur Denis Hulme als Werksfahrer, während der zweite McLaren unter der Regie des Kundenteams Penske-White mit Formel-1-Neuling Mark Donohue als Fahrer eingesetzt wurde. Zudem ergänzten mehrere Privatfahrer mit teilweise veralteten Fahrzeugen das Feld.

### Training
Beide Tyrrell qualifizierten sich für die aus drei Fahrzeugen bestehende erste Startreihe. Der B.R.M. von Joseph Siffert stand zwischen den beiden. Die Ferrari erwiesen sich mit den Startplätzen 12, 13 und 18 überraschenderweise als wenig konkurrenzfähig.
Henri Pescarolo verletzte sich bei einem Trainingsunfall und musste daher auf den Start beim Rennen verzichten. Debütant Chris Craft trat wegen Motorproblemen ebenfalls nicht an.

### Rennen

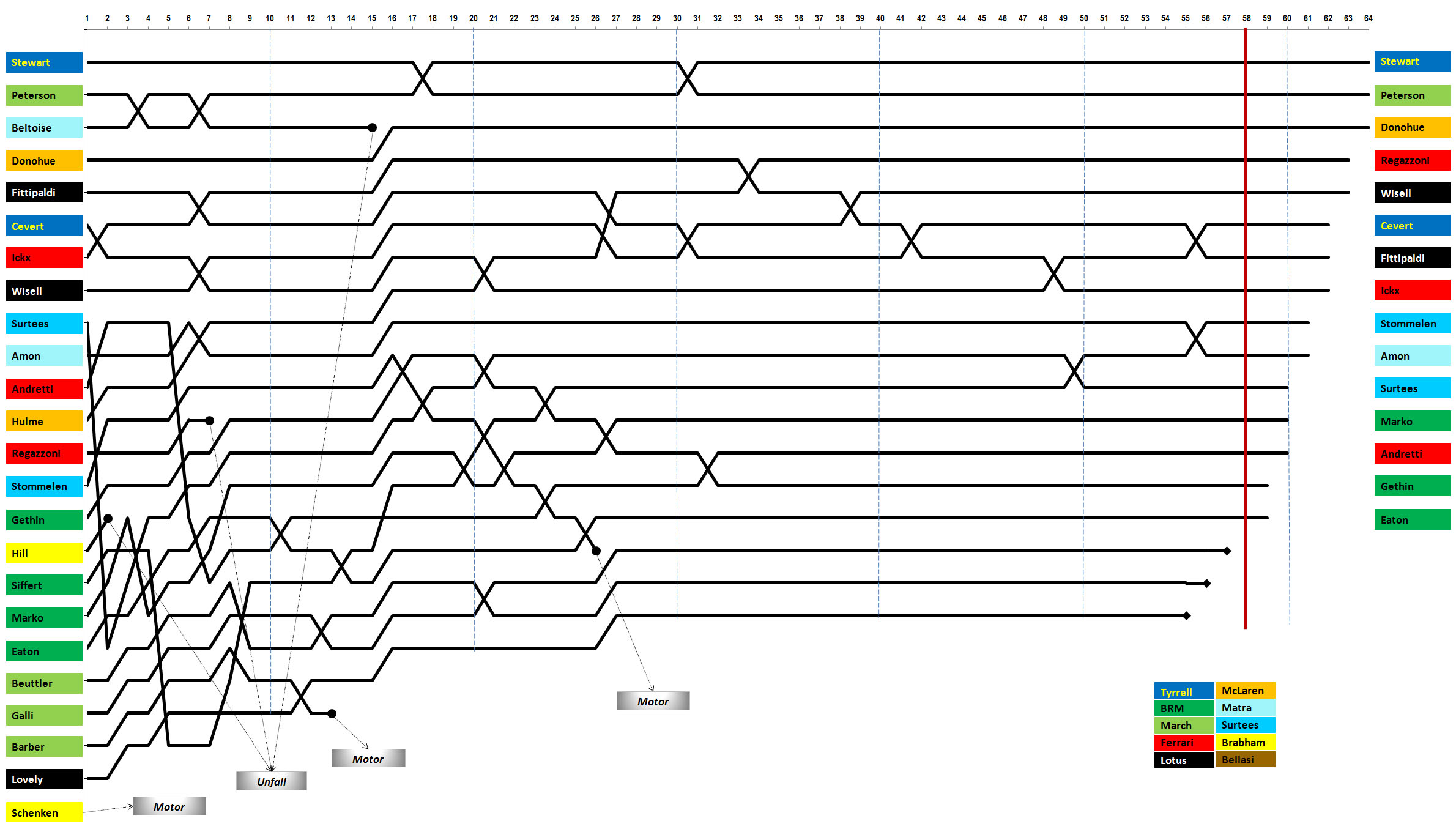
Rennverlauf

Nachdem es bei einem Rahmenrennen der Formel Ford zu einem tödlichen Unfall gekommen war, verzögerte sich der Start des Grand Prix um einige Zeit. Es regnete, und Howden Ganley beschädigte seinen B.R.M. in einer der Aufwärmrunden, sodass er nicht starten konnte.
Jackie Stewart übernahm zunächst die Führung vor Ronnie Peterson und Jean-Pierre Beltoise. In der dritten Runde schied Graham Hill nach einem Fahrfehler auf der regennassen Fahrbahn aus. Fünf Runden später geschah dies auch Clay Regazzoni. Obwohl sein Wagen Feuer fing, entkam er unverletzt.
Während Stewart an der Spitze relativ unbedrängt fuhr, kämpfte Peterson mit Beltoise um den zweiten Platz. Das Duell endete erst nach dem selbstverschuldeten Ausfall des Franzosen in Runde 16. Unterdessen legte Donohue als einziger Fahrer in diesem Rennen einen Boxenstopp ein, ohne dabei allerdings seinen dritten Platz zu verlieren. Die Lücke zwischen ihm und den beiden Führenden wurde dadurch jedoch nahezu uneinholbar groß.
In Runde 18 gelang es Peterson, Stewart zu überholen und die Spitze zu übernehmen. Der Schotte konterte in Runde 31. Die nun hergestellte Rangfolge der ersten Drei änderte sich daraufhin nicht mehr, da sich Peterson durch eine Kollision beim Überrunden von Eaton die Front seines Wagens beschädigte und infolgedessen das von Stewart vorgegebene Tempo nicht mehr halten konnte.
Das Rennen wurde aufgrund sich verschlechternder Wetterbedingungen und einbrechender Dunkelheit nach 64 der geplanten 80 Rennrunden abgebrochen. Es war das erste Mal in der Geschichte der Formel 1, dass diese Maßnahme ergriffen wurde.
Donohue beendete sein Formel-1-Debüt auf einem beachtlichen dritten Platz. Die schnellste Rennrunde, die von Hulme gefahren wurde, war fast eine halbe Minute langsamer als die unter trockenen Bedingungen aufgestellte Pole-Zeit von Stewart.

## Meldeliste
| Team                        | Nr. | Fahrer               | Chassis       | Motor                    | Reifen |
| --------------------------- | --- | -------------------- | ------------- | ------------------------ | ------ |
| Gold Leaf Team Lotus        | 02  | Emerson Fittipaldi   | Lotus 72D     | Ford Cosworth DFV 3.0 V8 | F      |
| Gold Leaf Team Lotus        | 03  | Reine Wisell         | Lotus 72D     | Ford Cosworth DFV 3.0 V8 | F      |
| Scuderia Ferrari SpA SEFAC  | 04  | Jacky Ickx           | Ferrari 312B2 | Ferrari 001/1 3.0 F12    | F      |
| Scuderia Ferrari SpA SEFAC  | 06  | Mario Andretti       | Ferrari 312B2 | Ferrari 001/1 3.0 F12    | F      |
| Scuderia Ferrari SpA SEFAC  | 05  | Clay Regazzoni       | Ferrari 312B2 | Ferrari 001/1 3.0 F12    | F      |
| Scuderia Ferrari SpA SEFAC  | 25T | Clay Regazzoni       | Ferrari 312B  | Ferrari 001 3.0 F12      | F      |
| Motor Racing Developments   | 08  | Tim Schenken         | Brabham BT33  | Ford Cosworth DFV 3.0 V8 | G      |
| Motor Racing Developments   | 37  | Graham Hill          | Brabham BT34  | Ford Cosworth DFV 3.0 V8 | G      |
| Bruce McLaren Motor Racing  | 09  | Denis Hulme          | McLaren M19A  | Ford Cosworth DFV 3.0 V8 | G      |
| Penske-White Racing         | 10  | Mark Donohue         | McLaren M19A  | Ford Cosworth DFV 3.0 V8 | G      |
| Elf Team Tyrrell            | 11  | Jackie Stewart       | Tyrrell 003   | Ford Cosworth DFV 3.0 V8 | G      |
| Elf Team Tyrrell            | 11T | Jackie Stewart       | Tyrrell 001   | Ford Cosworth DFV 3.0 V8 | G      |
| Elf Team Tyrrell            | 12  | François Cevert      | Tyrrell 002   | Ford Cosworth DFV 3.0 V8 | G      |
| Yardley Team B.R.M.         | 14  | Joseph Siffert       | BRM P160      | BRM P142 3.0 V12         | F      |
| Yardley Team B.R.M.         | 15  | Peter Gethin         | BRM P160      | BRM P142 3.0 V12         | F      |
| Yardley Team B.R.M.         | 16  | Howden Ganley        | BRM P160      | BRM P142 3.0 V12         | F      |
| Yardley Team B.R.M.         | 28  | George Eaton         | BRM P160      | BRM P142 3.0 V12         | F      |
| Yardley Team B.R.M.         | 31  | Helmut Marko         | BRM P153      | BRM P142 3.0 V12         | F      |
| STP March Racing Team       | 17  | Ronnie Peterson      | March 711     | Ford Cosworth DFV 3.0 V8 | F      |
| STP March Racing Team       | 18  | Nanni Galli          | March 711     | Ford Cosworth DFV 3.0 V8 | F      |
| STP March Racing Team       | 19  | Mike Beuttler        | March 711     | Ford Cosworth DFV 3.0 V8 | F      |
| Equipe Matra Sports         | 20  | Chris Amon           | Matra MS120B  | Matra MS71 3.0 V12       | G      |
| Equipe Matra Sports         | 21  | Jean-Pierre Beltoise | Matra MS120B  | Matra MS71 3.0 V12       | G      |
| Rob Walker/Team Surtees     | 22  | John Surtees         | Surtees TS9   | Ford Cosworth DFV 3.0 V8 | F      |
| Auto Motor und Sport        | 24  | Rolf Stommelen       | Surtees TS9   | Ford Cosworth DFV 3.0 V8 | F      |
| Ecurie Evergreen            | 26  | Chris Craft          | Brabham BT33  | Ford Cosworth DFV 3.0 V8 | G      |
| Frank Williams Racing Cars  | 27  | Henri Pescarolo      | March 711     | Ford Cosworth DFV 3.0 V8 | G      |
| Gene Mason Racing           | 33  | Skip Barber          | March 711     | Ford Cosworth DFV 3.0 V8 | F      |
| Pete Lovely Volkswagen Inc. | 35  | Pete Lovely          | Lotus 49      | Ford Cosworth DFV 3.0 V8 | F      |

Anmerkungen
1. 1 2  Die mit einem "T" hinter der Startnummer versehenen Wagen standen ihren jeweiligen Fahrern als T-Car zur Verfügung, kamen jedoch nicht zum Einsatz.

## Klassifikationen

### Startaufstellung
| Pos. | Fahrer               | Konstrukteur | Zeit   | Ø-Geschwindigkeit | Start |
| ---- | -------------------- | ------------ | ------ | ----------------- | ----- |
| 01   | Jackie Stewart       | Tyrrell-Ford | 1:15,3 | 189,131 km/h      | 01    |
| 02   | Joseph Siffert       | B.R.M.       | 1:15,5 | 188,630 km/h      | 02    |
| 03   | François Cevert      | Tyrrell-Ford | 1:15,7 | 188,132 km/h      | 03    |
| 04   | Emerson Fittipaldi   | Lotus-Ford   | 1:16,1 | 187,143 km/h      | 04    |
| 05   | Chris Amon           | Matra        | 1:16,1 | 187,143 km/h      | 05    |
| 06   | Ronnie Peterson      | March-Ford   | 1:16,2 | 186,898 km/h      | 06    |
| 07   | Reine Wisell         | Lotus-Ford   | 1:16,3 | 186,653 km/h      | 07    |
| 08   | Mark Donohue         | McLaren-Ford | 1:16,3 | 186,653 km/h      | 08    |
| 09   | Howden Ganley        | B.R.M.       | 1:16,3 | 186,653 km/h      | 09    |
| 10   | Denis Hulme          | McLaren-Ford | 1:16,4 | 186,408 km/h      | 10    |
| 11   | Jean-Pierre Beltoise | Matra        | 1:16,5 | 186,165 km/h      | 11    |
| 12   | Jacky Ickx           | Ferrari      | 1:16,5 | 186,165 km/h      | 12    |
| 13   | Mario Andretti       | Ferrari      | 1:16,9 | 185,196 km/h      | 13    |
| 14   | John Surtees         | Surtees-Ford | 1:17,1 | 184,716 km/h      | 14    |
| 15   | Graham Hill          | Brabham-Ford | 1:17,2 | 184,477 km/h      | 15    |
| 16   | Peter Gethin         | B.R.M.       | 1:17,2 | 184,477 km/h      | 16    |
| 17   | Tim Schenken         | Brabham-Ford | 1:17,4 | 184,000 km/h      | 17    |
| 18   | Clay Regazzoni       | Ferrari      | 1:17,5 | 183,763 km/h      | 18    |
| 19   | Helmut Marko         | B.R.M.       | 1:17,8 | 183,054 km/h      | 19    |
| 20   | Nanni Galli          | March-Ford   | 1:18,2 | 182,118 km/h      | 20    |
| 21   | George Eaton         | B.R.M.       | 1:18,4 | 181,653 km/h      | 21    |
| 22   | Mike Beuttler        | March-Ford   | 1:18,5 | 181,422 km/h      | 22    |
| 23   | Rolf Stommelen       | Surtees-Ford | 1:18,8 | 180,731 km/h      | 23    |
| 24   | Skip Barber          | March-Ford   | 1:19,8 | 178,466 km/h      | 24    |
| 25   | Chris Craft          | Brabham-Ford | 1:20,3 | 177,355 km/h      | DNS   |
| 26   | Pete Lovely          | Lotus-Ford   | 1:21,1 | 175,605 km/h      | 25    |
| 27   | Henri Pescarolo      | March-Ford   | 1:21,9 | 173,890 km/h      | DNS   |

### Rennen
| Pos. | Fahrer               | Konstrukteur | Runden | Stopps | Zeit       | Start | Schnellste Runde |
| ---- | -------------------- | ------------ | ------ | ------ | ---------- | ----- | ---------------- |
| 01   | Jackie Stewart       | Tyrrell-Ford | 64     | 0      | 1:55:13,1  | 01    | 1:44,1           |
| 02   | Ronnie Peterson      | March-Ford   | 64     | 0      | + 38,3     | 06    | 1:44,9           |
| 03   | Mark Donohue         | McLaren-Ford | 64     | 1      | + 1:35,8   | 08    | 1:45,6           |
| 04   | Denis Hulme          | McLaren-Ford | 63     | 0      | + 1 Runde  | 10    | 1:43,5           |
| 05   | Reine Wisell         | Lotus-Ford   | 63     | 0      | + 1 Runde  | 07    | 1:44,5           |
| 06   | François Cevert      | Tyrrell-Ford | 62     | 0      | + 2 Runden | 03    | 1:45,4           |
| 07   | Emerson Fittipaldi   | Lotus-Ford   | 62     | 0      | + 2 Runden | 04    | 1:45,8           |
| 08   | Jacky Ickx           | Ferrari      | 62     | 0      | + 2 Runden | 12    | 1:47,1           |
| 09   | Joseph Siffert       | B.R.M.       | 61     | 0      | + 3 Runden | 02    | 1:48,4           |
| 10   | Chris Amon           | Matra        | 61     | 0      | + 3 Runden | 05    | 1:48,7           |
| 11   | John Surtees         | Surtees-Ford | 60     | 0      | + 4 Runden | 14    | 1:49,8           |
| 12   | Helmut Marko         | B.R.M.       | 60     | 0      | + 4 Runden | 19    | 1:48,3           |
| 13   | Mario Andretti       | Ferrari      | 60     | 0      | + 4 Runden | 13    | 1:49,2           |
| 14   | Peter Gethin         | B.R.M.       | 59     | 0      | + 5 Runden | 16    | 1:51,3           |
| 15   | George Eaton         | B.R.M.       | 59     | 0      | + 5 Runden | 21    | 1:51,9           |
| 16   | Nanni Galli          | March-Ford   | 57     | 0      | + 7 Runden | 20    | 1:53,9           |
| –    | Mike Beuttler        | March-Ford   | 56     | 0      | NC         | 22    | 1:58,2           |
| –    | Pete Lovely          | Lotus-Ford   | 55     | 0      | NC         | 25    | 2:00,2           |
| –    | Rolf Stommelen       | Surtees-Ford | 26     | 0      | DNF        | 23    | 1:55,0           |
| –    | Jean-Pierre Beltoise | Matra        | 15     | 0      | DNF        | 11    | 1:47,5           |
| –    | Skip Barber          | March-Ford   | 13     | 0      | DNF        | 24    | 1:50,2           |
| –    | Clay Regazzoni       | Ferrari      | 7      | 0      | DNF        | 18    | 1:56,9           |
| –    | Graham Hill          | Brabham-Ford | 2      | 0      | DNF        | 15    | 2:02,7           |
| –    | Tim Schenken         | Brabham-Ford | 1      | 0      | DNF        | 17    | –                |
| DNS  | Howden Ganley        | B.R.M.       | –      | –      | –          | 09    | –                |

## WM-Stände nach dem Rennen
Die ersten sechs des Rennens bekamen 9, 6, 4, 3, 2, 1 Punkt(e). Die besten fünf Ergebnisse der ersten sechs Rennen und die besten vier der letzten fünf Rennen zählten zur Meisterschaft. In der Konstrukteurswertung zählten dabei nur die Punkte des bestplatzierten Fahrers eines Teams.

### Fahrerwertung
| Pos. | Fahrer               | Konstrukteur                       | Punkte |
| ---- | -------------------- | ---------------------------------- | ------ |
| 01   | Jackie Stewart       | Tyrrell-Ford                       | 60     |
| 02   | Ronnie Peterson      | March-Ford                         | 29     |
| 03   | Jacky Ickx           | Ferrari                            | 19     |
| 04   | François Cevert      | Tyrrell-Ford                       | 17     |
| 05   | Emerson Fittipaldi   | Lotus-Pratt & Whitney / Lotus-Ford | 16     |
| 06   | Joseph Siffert       | B.R.M.                             | 13     |
| 07   | Mario Andretti       | Ferrari                            | 12     |
| 08   | Clay Regazzoni       | Ferrari                            | 12     |
| 09   | Peter Gethin         | B.R.M. / McLaren-Ford              | 9      |
| 10   | Pedro Rodríguez †    | B.R.M.                             | 9      |
| 11   | Chris Amon           | Matra                              | 9      |
| 12   | Denis Hulme          | McLaren-Ford                       | 9      |
| 13   | Reine Wisell         | Lotus-Pratt & Whitney / Lotus-Ford | 9      |
| 14   | Tim Schenken         | Brabham-Ford                       | 5      |
| 15   | Mark Donohue         | McLaren-Ford                       | 4      |
| 16   | Henri Pescarolo      | March-Ford                         | 4      |
| 17   | Rolf Stommelen       | Surtees-Ford                       | 3      |
| 18   | John Surtees         | Surtees-Ford                       | 3      |
| 19   | Mike Hailwood        | Surtees-Ford                       | 2      |
| 20   | Graham Hill          | Brabham-Ford                       | 2      |
| 21   | Howden Ganley        | B.R.M.                             | 2      |
| 22   | Jean-Pierre Beltoise | Matra                              | 1      |
| 23   | Brian Redman         | Surtees-Ford                       | 0      |

| Pos. | Fahrer             | Konstrukteur              | Punkte |
| ---- | ------------------ | ------------------------- | ------ |
| 24   | Gijs van Lennep    | Surtees-Ford              | 0      |
| 25   | Jackie Oliver      | McLaren-Ford              | 0      |
| 26   | Joakim Bonnier     | McLaren-Ford              | 0      |
| 27   | Nanni Galli        | March-Alfa Romeo          | 0      |
| 28   | Vic Elford         | B.R.M.                    | 0      |
| 29   | Helmut Marko       | B.R.M.                    | 0      |
| 30   | Andrea de Adamich  | March-Alfa Romeo          | 0      |
| 31   | François Mazet     | March-Ford                | 0      |
| 32   | George Eaton       | B.R.M.                    | 0      |
| –    | Dave Charlton      | Lotus-Ford / Brabham-Ford | 0      |
| –    | John Love          | March-Ford                | 0      |
| –    | Jackie Pretorius   | Brabham-Ford              | 0      |
| –    | Àlex Soler-Roig    | March-Ford                | 0      |
| –    | Skip Barber        | March-Ford                | 0      |
| –    | Dave Walker        | Lotus-Pratt & Whitney     | 0      |
| –    | Max Jean           | March-Ford                | 0      |
| –    | Derek Bell         | Surtees-Ford              | 0      |
| –    | Mike Beuttler      | March-Ford                | 0      |
| –    | Niki Lauda         | March-Ford                | 0      |
| –    | Jean-Pierre Jarier | March-Ford                | 0      |
| –    | Silvio Moser       | Belassi-Ford              | 0      |
| –    | Pete Lovely        | Lotus-Ford                | 0      |

### Konstrukteurswertung
| Pos. | Konstrukteur | Punkte |
| ---- | ------------ | ------ |
| 01   | Tyrrell-Ford | 64     |
| 02   | Ferrari      | 32     |
| 03   | B.R.M.       | 30     |
| 04   | March-Ford   | 30     |
| 05   | Lotus-Ford   | 21     |
| 06   | McLaren-Ford | 10     |

| Pos. | Konstrukteur     | Punkte |
| ---- | ---------------- | ------ |
| 07   | Matra            | 9      |
| 08   | Surtees-Ford     | 8      |
| 09   | Brabham-Ford     | 5      |
| 10   | March-Alfa Romeo | 0      |
| –    | Bellasi-Ford     | 0      |